# België op het Eurovisiesongfestival 1975
Eurosong 1975 was de Belgische preselectie voor het Eurovisiesongfestival 1975, dat gehouden zou worden in de Zweedse hoofdstad Stockholm.
In 1975 zag Eurosong het levenslicht. De BRT weerhield zeventig liedjes voor de zeven halve finales in het Brusselse Amerikaans Theater. Op die manier ging Eurosong 1975 al in november 1974 van start. Tijdens de finale op 1 maart bleven er daarvan nog tien over. Als pauze-act trad toen ABBA aan. Ann Christy was de favoriete van zowel pers, publiek als jury. Honderd mensen uit de vijf Vlaamse provincies traden als jury op. Opmerkelijk was dat het reglement voorzag dat de BRT-top de beslissing van de jury kon wijzigen indien zij dat nodig vond. Met het winnende Gelukkig zijn bleek dat gelukkig niet nodig.
In Zweden werd Ann Christy een plaatsje in de top vijf toegedicht. De torenhoge verwachtingen bleven uit: Gelukkig zijn, voor de gelegenheid in een Nederlands-Engelse versie, werd vijftiende op negentien nummers.

## Uitslag
| Plaats | Artiest                   | Lied                              | Punten |
| ------ | ------------------------- | --------------------------------- | ------ |
| 1      | Ann Christy               | Gelukkig zijn                     | 825    |
| 2      | Ingriani                  | Hey hey dandy man                 | 767    |
| 3      | Ann Christy               | Als je eenzaam bent               | 765    |
| 4      | Ingriani                  | Dan zal ik dansen                 | 744    |
| 5      | Micha Marah & The Pebbles | 't Is over                        | 735    |
| 6      | Rita Deneve               | Dans dans mama                    | 727    |
| 7      | Micha Marah               | Kom bij mij                       | 695    |
| 8      | Ann Michel                | Alleen voortaan                   | 626    |
| 9      | Joe Harris                | Het is zo goed weer thuis te zijn | 600    |
| 10     | Ann Michel                | Mijn gentleman                    | 598    |

## In Stockholm
In Stockholm moest België aantreden als 11de net na Malta en voor Israël.
Na de puntentelling bleek dat Ann Christy op een teleurstellende vijftiende plaats was geëindigd met 17 punten.

### Gekregen punten

#### Finale
| 12 punten   | 10 punten | 8 punten      | 7 punten    | 6 punten |
| ----------- | --------- | ------------- | ----------- | -------- |
|             |           |               | - Duitsland |          |
| 5 punten    | 4 punten  | 3 punten      | 2 punten    | 1 punt   |
| - Nederland |           | - Joegoslavië | - Zweden    |          |

### Punten gegeven door België

#### Finale
Punten gegeven in de finale:
| 12 punten | Ierland             |
| 10 punten | Verenigd Koninkrijk |
| 8 punten  | Zwitserland         |
| 7 punten  | Malta               |
| 6 punten  | Italië              |
| 5 punten  | Joegoslavië         |
| 4 punten  | Spanje              |
| 3 punten  | Nederland           |
| 2 punten  | Frankrijk           |
| 1 punt    | Israël              |

1956 · 1957 · 1958 · 1959 · 1960 · 1961 · 1962 · 1963 · 1964 · 1965 · 1966 · 1967 · 1968 · 1969 · 1970 · 1971 · 1972 · 1973 · 1974· 1975 · 1976 · 1977 · 1978 · 1979 · 1980 · 1981 · 1982 · 1983 · 1984 · 1985 · 1986 · 1987 · 1988 · 1989 · 1990 · 1991 · 1992 · 1993 · 1994 · 1995 · 1996 · 1997 · 1998 · 1999 · 2000 · 2001 · 2002 · 2003 · 2004 · 2005 · 2006 · 2007 · 2008 · 2009 · 2010 · 2011 · 2012 · 2013 · 2014 · 2015 · 2016 · 2017 · 2018 · 2019 · 2020 · 2021 · 2022 · 2023 · 2024 · 2025